# Teorema de Paris-Harrington
Na lógica matemática, o Teorema de Paris-Harrington afirma que certo princípio combinatório na teoria de Ramsey, denominado Teorema Finito de Ramsey Reforçado, é verdadeiro, mas não é demonstrável na Aritmética de Peano. Esse foi o primeiro exemplo "natural" de uma afirmação verdadeira sobre os números inteiros que pode ser expressa na linguagem da aritmética, mas não é demonstrável na aritmética de Peano. Afirmações com essa característica já eram conhecidas pelo Primeiro Teorema de Incompletude de Gödel.

## Teorema Finito de Ramsey Reforçado
O Teorema Finito de Ramsey Reforçado é uma declaração sobre coloração e números naturais, e afirma que:
"Para quaisquer inteiros positivos n, k e m tais que {\displaystyle m\geq n}, podemos encontrar N com a seguinte propriedade: se colorirmos cada um dos subconjuntos de n elementos de {\displaystyle S=\{1,2,3,...,N\}} com uma cor entre k cores disponíveis, então podemos encontrar um subconjunto Y de S com, pelo menos, m elementos de tal forma que todos os subconjuntos de n elementos de Y têm a mesma cor e o número de elementos de Y é, no mínimo, igual ao menor elemento de Y."
Sem a condição de que o número de elementos de Y é igual, no mínimo, ao menor elemento de Y, este é um corolário do teorema finito de Ramsey em {\displaystyle K_{{\mathcal {P}}_{n}(S)}}, com N dado por:
{\displaystyle {\binom {N}{n}}=|{\mathcal {P}}_{n}(S)|\geq R(\underbrace {m,m,\ldots ,m} _{k}).}
Além disso, o teorema de Ramsey finito reforçado pode ser deduzido a partir do Teorema infinito de Ramsey de forma parecida, usando um argumento de compacidade. Esta prova pode ser realizada na aritmética de segunda ordem.
O teorema de Paris-Harrington afirma que o teorema de Ramsey finito reforçado não é demonstrável na aritmética de Peano.

## O teorema de Paris–Harrington
A grosso modo, Jeff Paris e Leo Harrington mostraram que o teorema de Ramsey Finito Reforçado é indemonstrável na aritmética de Peano, mostrando que esse teorema implica na própria consistência da aritmética de Peano. Como esta não pode provar sua própria consistência pelo segundo teorema de Gödel, isso mostra que a aritmética de Peano não pode provar o teorema de Ramsey Finito Reforçado.
O menor número N que satisfaz o teorema de Ramsey Finito Reforçado é uma função computável de n, m e k, mas cresce extremamente rápido. Em particular, ela não é recursiva primitiva, mas é também muito maior do que os exemplos padrões de funções não recursivas primitivas, tais como a função de Ackermann. Essa função cresce tão rápido que a aritmética de Peano não pode provar que ela está definida em todos os lugares, embora facilmente comprove que a função de Ackermann é bem definida. 